# Paweł Potocki (inżynier)

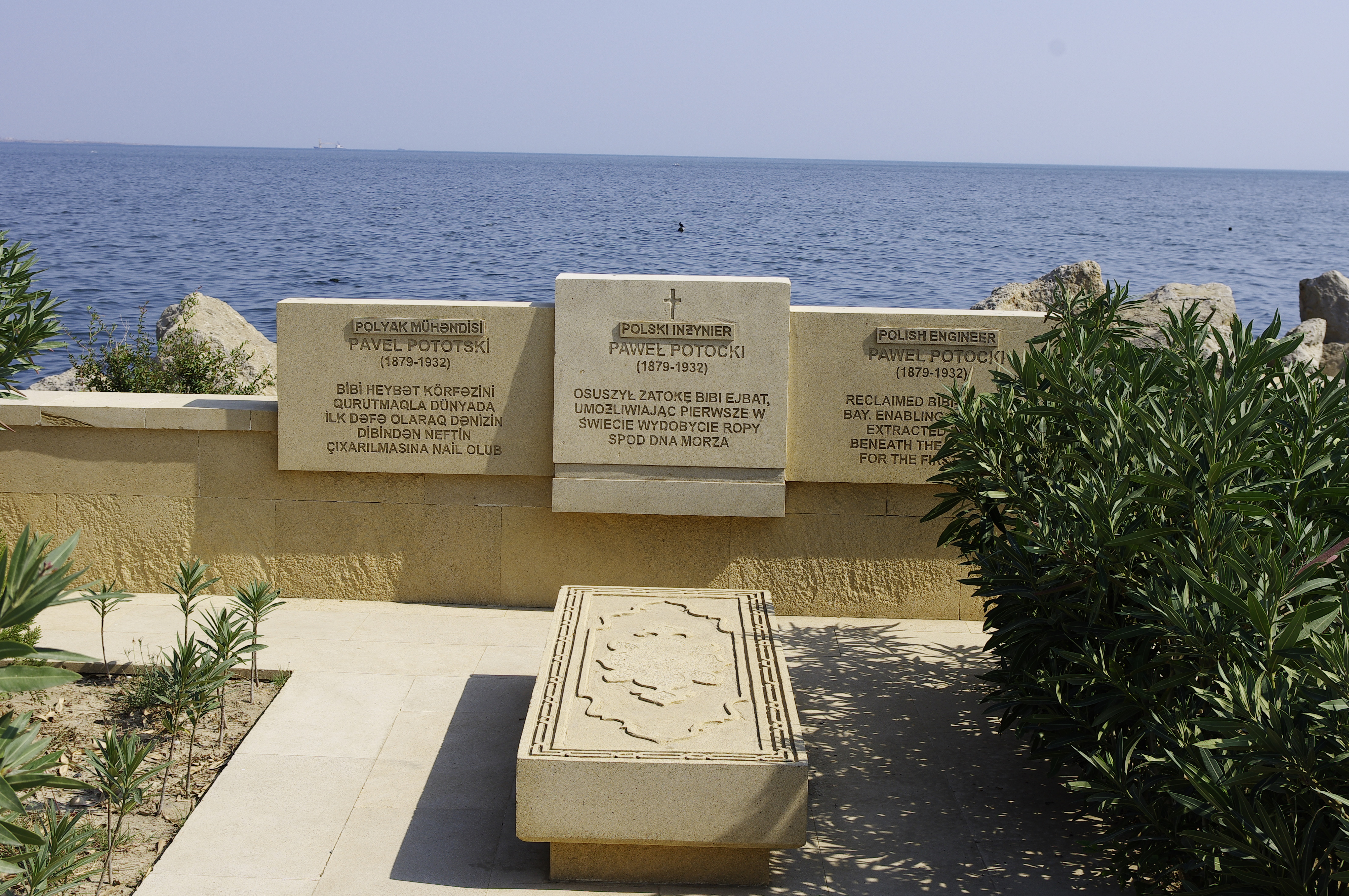
Grób Pawła Potockiego w zatoce Bibi-Ejbat

Paweł Potocki (ur. 1879 w Sankt-Petersburgu, zm. 15 marca 1932 w Baku) – polski inżynier, specjalista przemysłu naftowego, szczególnie wydobycia ropy naftowej, pracował głównie w Baku. Jest autorem i wykonawcą projektu osuszenia zatoki Bibi-Ejbat. W 1929 Potocki otrzymał pierwszą nagrodę za najlepsze prace budowlane na Ogólnounijnej Wystawie Osiągnięć Gospodarki Narodowej ZSRR, a w 1931 został odznaczony najwyższą nagrodą w Związku Radzieckim – Orderem Lenina.

## Życiorys
Urodził się w 1879 w Petersburgu w rodzinie szlacheckiej. Ojciec, Mikołaj Potocki, był generałem i wykładał w Akademii Wojskowej im. Michajłowskiego w Petersburgu. Miał nadzieję, że Paweł pójdzie w jego ślady, ponieważ był absolwentem Korpusu Paziów. Jednakże młody Potocki chciał zostać inżynierem. Został przeniesiony do Instytutu Dróg i Komunikacji Korpusu Paziów i otrzymał wyższe wykształcenie. Po otrzymaniu dyplomu z wyróżnieniem w 1901 udał się do Holandii, aby poznać zawiłości wykopalisk.
Po powrocie z Holandii Potocki rozpoczął prace nad budową kanału u ujścia Dniepru w Chersoniu. Tam Paweł przedstawił swój projekt. W wyniku realizacji zaproponowanego przez niego projektu czas pracy skraca się 2 razy. Tutaj możesz odczytać imię Potockiego na ścianach zapory, które jest widoczne przy pobieraniu wody. Pracował tu do 1910, kiedy został zaproszony do kierowania zatoką Bibi-Ejbat.
W 1910 przemysł naftowy w Baku zaprosił Pawła Potockiego, dobrze wykształconego i wykwalifikowanego inżyniera wykopalisk, do kierowania wypełnieniem zatoki Bibi-Ejbat. Został zaproszony do kontynuowania pracy Witolda Zglenickiego, innego polskiego inżyniera, który zmarł przedwcześnie w 1904 i studiował pola naftowe w Baku. Do tego czasu żadna część świata nie wypełniła mokradeł glebą. Już w latach 90. XIX wieku przemysł naftowy Azerbejdżanu poprosił carski rząd o pozwolenie na eksploatację wód zatoki Bibi-Ejbat.

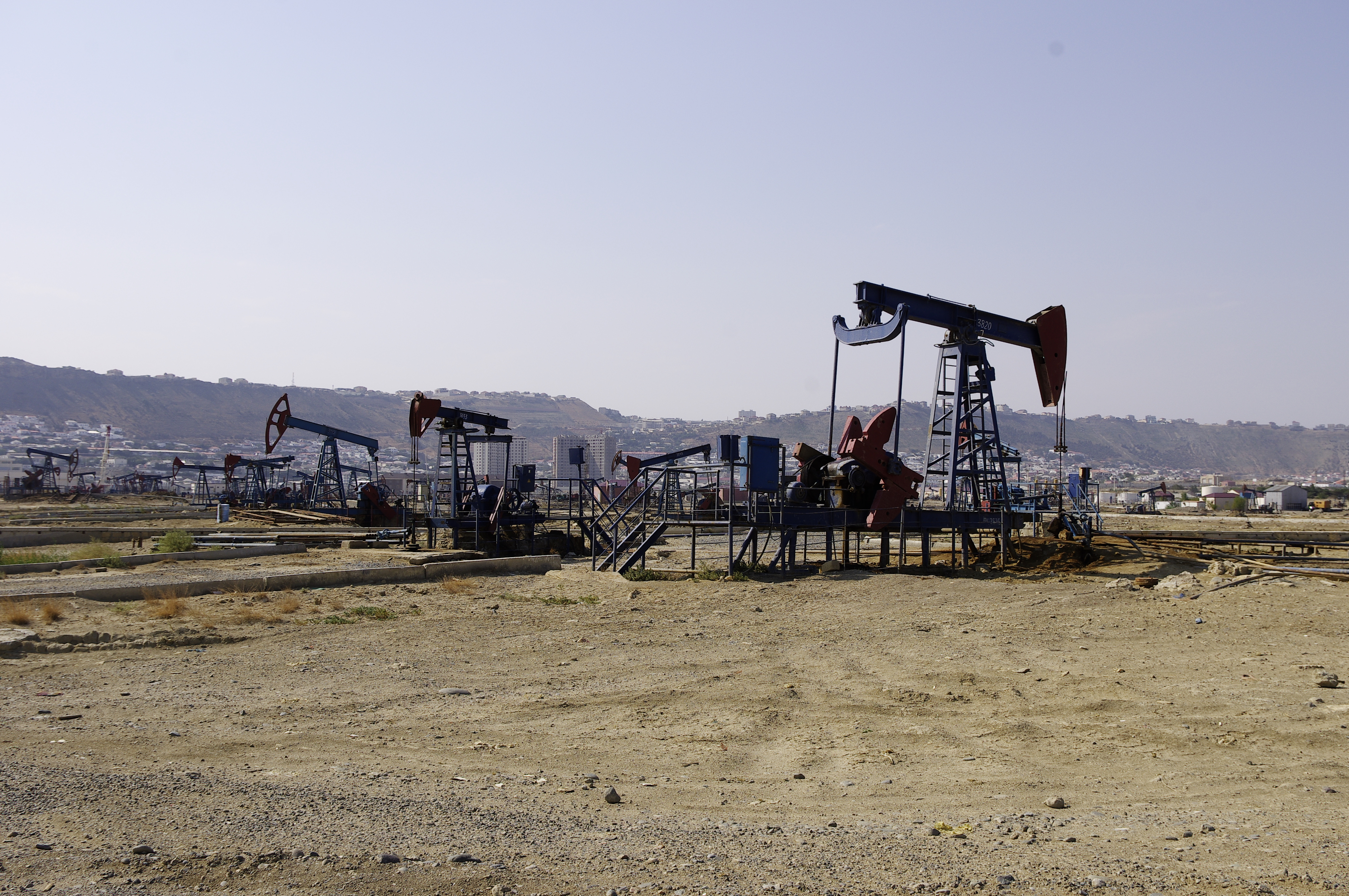
Wydobycie ropy naftowej w osuszonej zatoce Bibi-Ejbat

Główną istotą tych prac była budowa pól naftowych na sztucznie utworzonych ziemiach i wiercenie w morzu. W tym celu, pod naciskiem P. Potockiego, w 1910 Zakład w Sormowie otrzymał zlecenie na produkcję przyczepy kempingowej z wiertarkami. Karawana została ukończona w 1916. Karawana składała się z 2 wywrotek o mocy 1100 koni mechanicznych, 5 holowników o mocy 1100 koni mechanicznych, 10 barek o pojemności 1100 metrów sześciennych i innych urządzeń. Aby wypełnić zatokę, robaki zostały usunięte z dna morskiego. Lokalne kamienie sprowadzone z Przylądka Szychow i wyspy Nargin zostały użyte do wzmocnienia brzegów i budowy tam. Karawana została jednak wysłana do krajów bałtyckich w celach wojskowych, gdzie prace jeszcze się nie rozpoczęły. W 1918 tylko 193 hektary powierzchni wodnej zostało wypełnionych ziemią. Wojna domowa w Rosji utrudniła pracę w zatoce Bibi-Ejbat.
W sierpniu 1919 Paweł Potocki stracił jedno oko. Później drugie oko zaczęło stopniowo tracić zdolność widzenia. W czerwcu 1920 Potocki miał wyjechać do Moskwy, by leczyć oko, które utraciło już 90% wzroku. Lekarze nie mogli sprowadzić Potockiego, cierpiącego na atrofię nerwu wzrokowego, do jasnego świata, ponieważ w tym czasie nie było lekarstwa na tę chorobę. W rezultacie w wieku 41 lat stracił zdolność widzenia w obu oczach.
Potocki i jego żona Nadieżda Anatolijewna mieszkali wówczas na ulicy Boyuk Minaret 23 w Baku. W tym czasie naprzeciwko domu powstała Spółdzielnia Robotnicza – Związek Robotniczy. A ten związek wymagał księgowego. Potocki, który stracił wzrok, pracował tu przez pewien czas jako księgowy.
Po otrzymaniu rozkazu kontynuowania pracy w zatoce Bibi-Ejbat szef Aznieftu Serebrowski zaprosił Potockiego do przejęcia kontroli nad zatoką. Choć niewidomy, opracował projekt w 1922, aby wypełnić 27 hektarów obszaru morskiego ziemią. Wkrótce Potocki pracuje nad nowym projektem, który ma wypełnić zatokę. Zgodnie z tym projektem miało zostać wylanych 79 hektarów ziemi. Prace trwają z powodzeniem, a 18 kwietnia 1923 w Zatoce Ilicz (3 warstwa) uruchomiono studnię o głębokości 82,5 metra. Pierwsza fontanna olejowa z nowego obszaru – zadaszonego – uderzyła w cały świat i wzbudziła duże zainteresowanie na międzynarodowych konferencjach naftowych.
W sumie całkowicie objęty obszar Zatoki Bibi-Ejbat został zwiększony do 300 hektarów od 1910. Potocki prowadził projekt przez ostatnie 10 lat swojego życia, chociaż nie widział. Został odznaczony Orderem Lenina za osiągnięcie swojego pięcioletniego planu dwa i pół roku przed terminem.
Zmarł 15 marca 1932. Zgodnie ze swoją ostatnią wolą został pochowany na miejscu swej pracy – na sztucznie utworzonym lądzie Bibi-Ejbat, nad brzegiem Morza Kaspijskiego. Projekt, kierowany przez Pawła Potockiego, został ukończony w 1932 roku po jego śmierci.

## Upamiętnienie
Postać inżyniera stała się inspiracją dla poetki Margarity Aligier, która poświęciła mu poemat „Starzec”.
Ramiz Heydar, znany poeta azerbejdżański, poświęcił mu wiersz.
W latach 70. XX wieku reżyser Eldar Gulijew w filmie „Zatoka Ilicza” mówił o wypełnieniu zatoki niezwykłym planem Potockiego.
Maksim Gorki, który przybył do Baku w 1928, powiedział o Pawle Potockim:

Jesteśmy w Bibi-Ejbat, gdzie ludzie biorą część tego obszaru od morza, aby uwolnić ląd pod wodą. Potężne pompy pompują mętno-zielonkawą wodę ze stawu do morza, podekscytowani śmiałością ludzi. Przy dźwiękach tego nie poetyckiego hałasu opowiadają mi legendę – o inżynierze, jeśli się nie mylę, który nazywał się Paweł Potocki. Chociaż był całkowicie ślepy, tak dobrze znał obszar Bibi-Ejbat, że mógł dokładnie pokazać na mapie każdy obszar, w którym należało wykonać lub rozpocząć pracę.

Potocki został pochowany z własnej woli w Bibi-Ejbat, nad brzegiem morza, które stworzył, otoczony pompami naftowymi i platformami wiertniczymi. Pod koniec 2004 nagrobek nie był w dobrym stanie. Nagrobek został złamany, a ogrodzenie grobowca zostało prawie zniszczone. W wyniku starań Ambasady Rzeczypospolitej Polskiej w Baku grobowiec został zrekonstruowany ze środków przekazanych przez Radę Ochrony Pamięci Męczeństwa i Walki. Autorem projektu jest Rizvan Babaev, rzeźbiarz, który łączy elementy polskie i orientalne. Odsłonięcie przywróconego nagrobka nastąpiło 9 listopada 2005.